# 羅日尼夫卡
50°56′27″N 32°32′43″E / 50.94083°N 32.54528°E
羅日尼夫卡（烏克蘭語：Рожнівка），是烏克蘭北部的村莊，隸屬切爾尼希夫州的普里盧基區。該村始建於1600年，面積4.2平方公里，海拔高度143米，2001年人口963，人口密度每平方公里229.6人。